# Munising
Munising är administrativ huvudort i Alger County i Michigan. Enligt 2010 års folkräkning hade Munising 2 355 invånare.

## Kända personer från Munising
- Connie Binsfeld, politiker